# Stuart Youngman
Stuart Trevor Youngman (* 15. Oktober 1965 in Beccles) ist ein ehemaliger englischer Fußballspieler.

## Karriere
Youngman kam 1983 als Testspieler zu einigen Einsätzen im Jugendteam von Colchester United und wurde zur Saison 1983/84 als in den älteren Jahrgang des zweijährigen Ausbildungsprogramms (Youth Training Scheme) aufgenommen. Im Sommer 1984 von Cyril Lea mit einem Profivertrag ausgestattet, kam der Mittelfeldakteur nach einigen verletzungsbedingten Rückschlägen im April 1985 in einem Auswärtsspiel der Football League Fourth Division gegen den FC Aldershot (Endstand 0:1) per Einwechslung zu seinem einzigen Pflichtspielauftritt für Colchester. Am Saisonende wurde ihm ein ablösefreier Wechsel gestattet und Youngman setzte seine fußballerische Laufbahn im Non-League football von East Anglia fort, soll zunächst beim FC Wroxham und Lowestoft Town sowie später als Mannschaftskapitän beim FC Gorleston und Beccles Town aktiv gewesen sein. Für Beccles Town lassen sich von 1985 bis 1990 86 Pflichtspieleinsätze (28 Tore) in der ersten Mannschaft nachweisen, sowie weitere 9 Einsätze (1 Tor) in der Saison 1994/95.